# Alouette éperonnée
Chersomanes albofasciata
Espèce
Statut de conservation UICN

 LC  : Préoccupation mineure
L'Alouette éperonnée (Chersomanes albofasciata) est une espèce d'oiseaux appartenant à la famille des Alaudidae.
Cet oiseau mesure entre 10 et 23 cm de long.

## Systématique
Elle est parfois considérée comme la seule espèce du genre Chersomanes mais actuellement un autre taxon lui est associé.

## Distribution

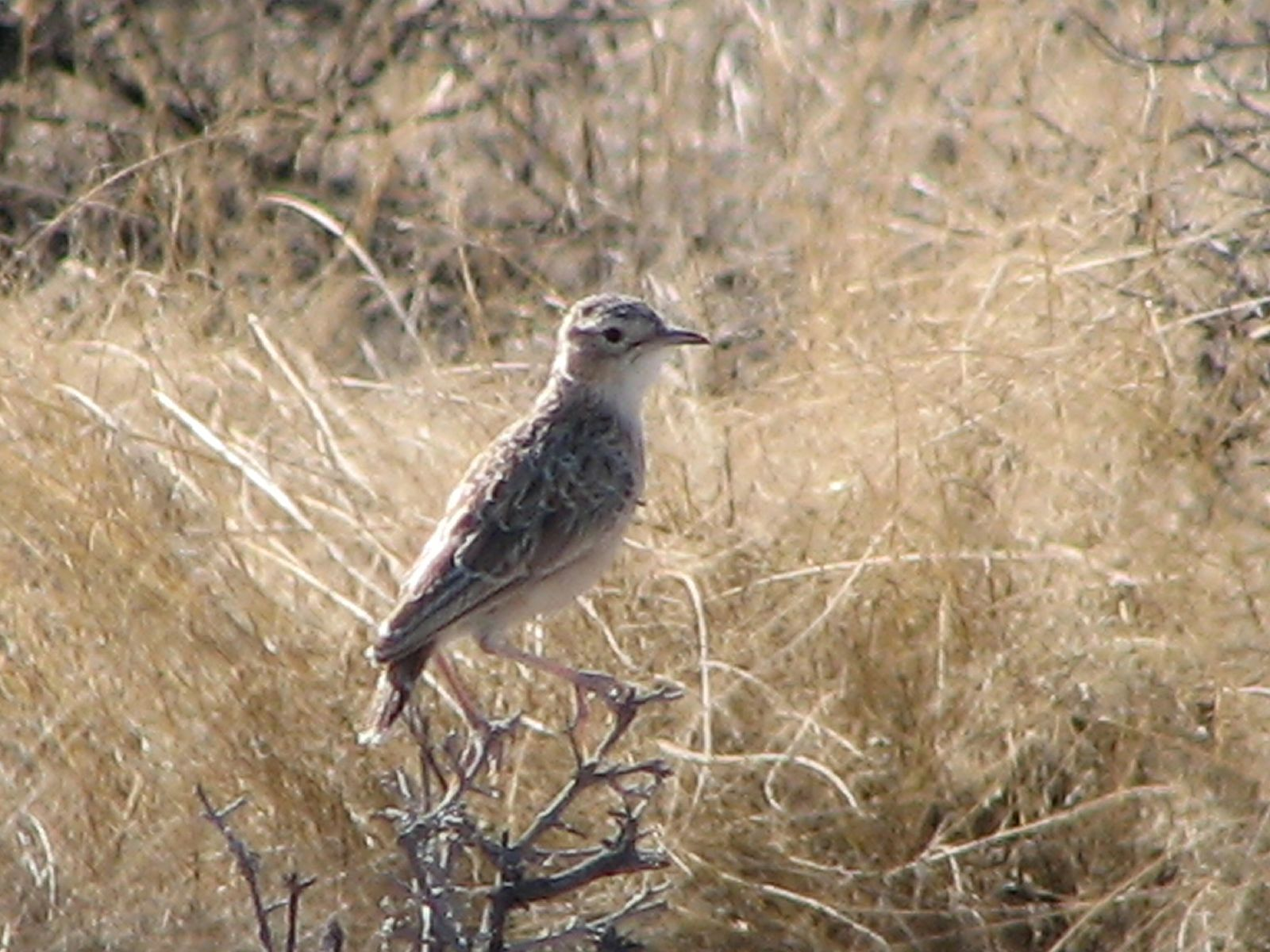
Une sous-espèce blanchâtre en Namibie.

Son aire de répartition s'étend du centre de l'Angola à travers l'Afrique australe, avec des populations isolées dans le sud de la RDC et le nord de la Tanzanie. Bien que les effectifs à l'état sauvage décroissent, cette espèce est commune et largement répandue.

## Écologie
L’Alouette éperonnée est chassée par le Chat à pieds noirs (Felis nigripes) et représente 0,9 % des proies attrapées par ce petit félin.